# Epirska Despotovina
Epirska Despotovina ili Epirska Kneževina (grčki: Δεσποτάτο της Ηπείρου) bila je jedna od bizantskih grčkih država slijednica Bizantskog Carstva, koja je nastala nakon Četvrtog križarskog rata 1204. Epirska Despotovina tvrdila je da je legitimni slijednik Bizanta, kao i slične tvorevine Nicejsko Carstvo i 
Trapezuntsko Carstvo.

## Nastanak Despotovine
Despotovinu je utemeljio 1205. godine Mihael I. Komnen Duka, bratić bizantskih careva Izaka II. Angela i Aleksija III. Angela. Mihael I. isprva je bio u čvrstom savezu s Bonifacijem I. od Montferata, ali nakon što je izgubio Moreju (Peloponez) od Franaka u Bitci kod Maslinskog gaja kod Kundurosa, on je otišao u Epir, gdje se držao za slijednika bizantskog upravitelja stare teme Nikopol, potom se pobunio protiv Bonifacija. Epir je ubrzo je postao novi dom mnogih grčkih izbjeglica iz Konstantinopolisa, 
Tesalije i Peloponeza, a Mihael I. dosegao je slavu drugog Noe, spašavajući brojne bizantske plemićke obitelji od latinskog pogroma. Ivan X. Kamateros, Carigradski patrijarh, nije ga držao za zakonitog vlastodršca, te se zbog toga rađe priklonio Teodoru I. Laskarisu u Niceji. Mihajlo I. je zbog toga priznao crkvenu vlast pape Inocenta III. nad Epirom, te prekinuo sve veze s pravoslavnom crkvom.
Car Latinskog Carstva Henrik Flandrijski zahtijevao je da Mihajlo I. barem nominalno prizna vlast Latinskog Carstva, što je on i napravio, čak je dao svoju kćer da se oženi za Henrikova brata Eustahija 1209. Mihajlo I. nije bog zna kako vjerovao u to savezništvo, više se pouzdao u neprohodne planina Epira, i držao da će one držati njegove latinske saveznike podalje od njegove Despotovine. U međuvremenu, su neki Bonifacijevi rođaci iz njegova Montferata zatražili da Epir postane njihov posjed, zbog tog se je 1210. godine Mihael I. udružio s Mlečanima i napao Bonifacijevu Solunsku Kraljevinu. Mihael I. pročuo se u tom sukobu svojom 
pretjeranom okrutnošću - on je svoje zarobljenike (ponekad su to bili i svećenici) dao razapinjati. Zbog toga ga je papa Inocent III. ekskomunicirao. Nakon tog sukoba Mihael I. je bio prisiljen obnoviti savez s Latinskim Carstvom i Henrikom Flandrijskim, nešto kasnije te iste godine.
Mihael I. Angel Komnen Duka se bacio na osvajanje strateški važnih gradova u svom okružju, tako je ovladao Larisom i Dračem. Također je preuzeo kontrolu nad lukom i Korintskim zaljevom. Potom je 1214. godine uspio preoteti Krf Mlečanima, ali je nakon toga krajem godine ubijen, naslijedio ga je njegov bratić Teodor.

## Sukob s Nicejskim Carstvom i Bugarskom
Teodor Komnen Duka je krenuo odmah u napad na teritorije pod vlašću Solunske Kraljevine, a borio se i s Bugarima uz put. Henrik Flandrijski poduzeo je kao protumjeru - kontranapad ali je umro na putu, tako da je 1217. godine Teodor uspio zarobiti njegovog nasljednika Petra Courtenaya, i zatim ga najvjerojatnije pogubio. Latinsko Carstvo, je ionako propadalo pod udarima rastućeg rivala iz Nicejskog Carstva tako da nije moglo spriječiti Teodora da zauzme Solun 1224. Nakon što je nicejski car Ivan III. Duka Vatac 1225. zauzeo Edirne, Teodor mu ga je ubrzo preoteo. Teodor se potom udružio s Bugarima i zajedno s njima istjerao latine iz Trakije. Teodor se zatim okrunio za bizantskog cara 1227. godine, međutim njega većina Grka, nije hjela priznati za svoga cara, a posebno se tome opirao patrijarh iz Nicejskog Carstva.
Teodor je prekinuo savez i primirje s Bugarskom 1230., nadajući se da će lako moći ukloniti Ivana Asena II. Međutim u Bitci Klokotnice (kod Haskova u Bugarskoj) bugarski car uspio ga je poraziti i zarobiti, zatim ga je dao oslijepiti. Potom je njegov brat Manuel Duka preuzeo vlast u Solunskoj Kraljevini, dok je njihov nećak Mihael II. Komnen Duka preuzeo vlast u Epirskoj Despotovini. Teodor je pušten iz zarobljeništva 1237., odmah je svrgnuo svoga brata s prijestolja i postavio za vladara Solunske Kraljevine svoga sina Ivana.

## Epirska Despotovina pod Nicejskim i Bizantskim suzerenstvom
Solunska Kraljevina nakon bitke kod Klokotnice, nikada nakon toga nije uspjela povratiti svoju moć. Teodorov mlađi sin Dimitrije Komnen Duka izgubio je Solunsku Kraljevinu koju mu ju preotelo Nicejsko Carstvo 1246. Tako se Mihajlo II. Komnen Epirski udružio s Latinima protiv Nicejskog Carstva. No već 1248. godine nicejski car Ivan III. Duka Vatac prisilio je Mihaela II. priznati ga za cara, te ga je zauzvrat priznao kao despota Epira. 
Car Teodor II. Laskaris postao je saveznik despota Mihajla II. Komnena, njihova djeca oženila su se 1256., a Teodor je kao naknadu za to uzeo epirsku luku Drač. Međutim Mihajlo II. nije htio prihvatiti ovo otimanje svog posjeda, te se 1257. pobunio, potom je uspio pobijediti nicejsku vojsku pod vodstvom Đure Akropolitesa. Kad je Mihajlo II. krenuo sa svojom vojskom na Solunsku Kraljevinu, njega je istovremeno napao sicilijanski kralj Manfred, te mu uspio preoteti dio Albanije i Krf. Mihael II. držeći se one protiv koga 
ne možeš -udruži se, postao je saveznik Manfredu davši mu svoju kćer Helenu za ženu. Nakon smrti cara Teodora II. Laskarisa, Mihael II. udružio se s Manfredom i Vilimom II. Villehardouinom (Ahajska Kneževina) u borbi protiv novog nicejskog cara Mihajla VIII. Paleologa. Njihov savez bio je vrlo krhak i 
slab, tako da je 1259. Vilim II. zarobljen nakon katastrofalnog poraza u bitci kod Pelagonije.
Mihael VIII. Paleolog krenuo je zauzeti prijestolnicu Mihaela II. Artu, tako da je Despotovina Epir spala samo na okolicu Janjine i Vonice. Arta je ponovno postala dio Despotovine od 1260. godine, u to vrijeme Mihael VIII. Paleolog uspio je ponovno zauzeti Konstantinopolis.

## Talijanska invazija
Nakon što je car Mihael VIII. obnovio Bizantsko Carstvo u 
Konstantinopolisu 1261. on je često upadao i terorizirao Epirsku Despotovinu. Potom je prisilio despota Mihaela II. da svog sina Nikefora oženi za njegovu nećakinju Anu Kantakuzen 1265.
Mihael VIII. Paleolog držao je Epirsku Despotovinu svojom vazalnom državom, iako su Mihael II. i Nikefor i nadalje ostali saveznici mletačkih vazalnih država Ahajske Kneževine i Atenskog Vojvodstva neprijatelja Bizanta. Krf i velik dio Epira zauzeo je 1267. Karlo I. Anžuvinac (kralj Napulja i Sicilije). Negdje oko 1267./68. umro je despot Mihael II., car Mihael VIII. Paleolog nije ni pokušavao direktno pripojiti Epirsku Despotovinu, već je dozvolio Mihaelovom sinu Nikeforu naslijediti oca. Nikefor se, međutim, udružio s napuljskim kraljem Karlom I. Anžuvincem1279., koji je prije toga zauzeo Drač 1271. godine protiv cara Mihaela VIII. No kad je Karlo I. poražen i Nikefor je izgubio Albaniju na račun Bizanta.
Kad je na Bizantski prijesto stupio Andronik II. Paleolog, sin Mihaela VIII., Nikefor je obnovio svoje savezništvo s Konstantinopolisom. Nikefor je, međutim ostao vjerni saveznik Karla I. Anžuvinca, čak i nakon njegova poraza od bizantske flote 1292. Nikefor mu je dao i svoju kćer za njegova sina Filipa I. iz Taranta, te mu prodao velik dio Epira. Nakon Nikeforove smrti (oko 1297.) u Epiru je počeo rasti bizantski utjecaj, za to vrijeme vladala je kao regent njegova udovica Ana (rođakinja cara Andronika II. Paleologa), u ime svog sina Tome I. Komnena Duke.

## Propast Despotovine
Ana je uspjela ženili svog sina Tomu I. Komnena Duku za kćer cara Mihaela IX. Paleologa, ali je Toma ubijen 1318. od strane svog talijanskog rođaka Nikole Orsinija, on je potom oženio njegovu udovicu i preuzeo kontrolu nad Epirskom Despotovinom. Njega je pak svrgnuo s vlasti vlastiti brat Ivan Orsini 1323. godine. Ni on nije dugo uživao u svojoj vlasti njega je otrovala vlastita žena Ana 1335. godine te je vladala kao regentica u ime svog maloljetnog sina Nikefora II. Orsinija. Novi bizantski car - Andronik III. Paleolog, stigao je 1337. godine u sjeverni Epir s vojskom dijelom u kojoj je bilo i 2.000 Turaka (njegovog tadašnjeg saveznika Umur bega). Andronik III. prvo se posvetio problemu granice, zbog napada koje su vršili Albanci na Epir, a zatim se njegov interes okrenuo na neposlušnu Despociju. Ana je pokušala pregovarati i tako izvući nešto, ali je car Andronik III. ostao uporan i zahtijevao potpunu predaju Epirske Despotovine, na kraju je Ana morala pristati, tako je Epir konačno smiren pod carskim žezlom.
Predaja Epira sadržala je i jednu klauzulu da će Nikifor II. Orsini oženiti jednu od kćeri carevog savjetnika Ivana Kantakuzena. No kad je vrijeme za svadbu došlo, Nikifor je nestao, pobjegao je u Italiju na dvor Katarine Valois (udovice Filipa iz Taranta) koja je formalno bila još uvijek carica Konstantinopolisa.
Potom je u Epiru izbio ustanak 1339. godine, iza kojeg je stajala Katarina Valois (carica Latinskog Carstva), koja je u to vrijeme bila na Peloponezu, tad se i Nikifor vratio u Epir i utaborio u Tomokastronu. Pri kraju 1339. godine carska vojska se vratila se u Epir, a 1340. godine, stigao je i sam car Andronik III. Paleolog zajedno s Ivanom Kantakuzenom. Nikifora II. su pomoću posrednika uvjerili da prizna autoritet cara, on je morao ispuniti i dato obećanje - oženio je kćer Ivana Kantakuzena Mariju i dobio titulu sevasta Epira.
Bizantsko Carstvo ubrzo nakon toga ušlo je u građanski rat koji se vodio između careva Ivana V. Paleologa i Ivana VI. Kantakuzena, pa je Epir osvojio srpski kralj Stefan Uroš IV. Dušan 1348. godine. Nikefor II. je iskoristio pometnju koju je izazvao bizantski građanski rat i smrt cara Dušana, i uspio je ponovno ovladati cijelim Epirom 1356. godine, on je također uspio svom teritoriju dodati i Tesaliju. Nikifor II. je umro za vrijeme gušenja albanske pobune 1359. godine. Zemlje bivše Epirske Despotovine postale su sastavni dio osobnog carstva Dušanovog bratića - Simeona-Siniše Paleologa. Despotovinu je 1367. godine uskrsnuo je lokalni srpski plemić Toma II. Preljubović. S mnogo teritorija koji su ostali pod kontrolom albanskih klanova, Epir je podijeljen između nekoliko vladara. Nakon smrti Tome II.  1384., njegova udovica preudala se 1385. godine i tako prenijela vlast nad Despocijom na talijanske feudalce.  Do 1416. godine velikaška obitelj Tocco iz Kefalonije uspjela je ponovno ujediniti Epir i zavesti svoju djelomičnu vlast po gradovima. No to nije dugo trajalo jer je osmanska vojska osvajala grad za gradom; Janjina je pala 1430., Arta 1449. godine, Angelokastron 1460. i konačno Vonica 1479. godine. Uz iznimku nekoliko mletačkih primorskih posjeda, to je bio kraj franačke vlasti u kontinentalnoj Grčkoj.

## Despoti Epira

### Dinastija Komnen Dukas
- Mihael I. Angel Komnen Duka (1205. – 1214.)
- Teodor Angel Komnen Duka (1214. – 1230.), vladar Solunske Kraljevine od 1225. do 1227.
- Mihael II. Angel Komnen Duka (1230. – 1271.)
- Nikifor I. Komnen Duka (1271. – 1297.)
- Toma I. Komnen Duka (1297. – 1318.)

### Dinastija Orsini
- Nikola Orsini (1318. – 1323.)
- Ivan II. Orsini (1323. – 1335.)
- Nikifor II. Orsini (1335. – 1337.) i ponovno (1356. – 1359.)

### Dinastija Nemanjića
- Simeon Uroš Paleolog (1359. – 1366.), (car) Srba i Grka
- Toma II. Preljubović (1367. – 1384.), despot
- Marija Angelina Duka Paleolog (1384. – 1385.)

### Dinastija Buondelmonti
- Esau de' Buondelmonti (1385. – 1411.)
- Giorgio de' Buondelmonti (1411.)

### Dinastija Tocco
- Carlo I. Tocco (1411. – 1429.)
- Carlo II. Tocco (1429. – 1448.), pad Janjine 1430.
- Leonardo III. Tocco (1448. – 1479.), pad Arte 1449. i Angelokastrona 1460.